# أميتيس (باد كاليه)
أميتيس، باد كاليه (بالفرنسية: Amettes)‏ هي بلدية تقع في إقليم باد كاليه من منطقة نور با دو كاليه في شمال فرنسا. تبلغ مساحة هذه المدينة 6.82 (كم²)، وترتفع عن سطح البحر 86 م، يبلغ عدد سكانها 500 نسمة حسب إحصاء المعهد الوطني للإحصاء والدراسات الاقتصادية سنة 2009 م. وترأس Martial Berthe البلدية خلال فترة (2008-2014).